# Далай-лама XIV
Джецун Джампхел Нґаванґ Лобсанґ Єше Тенцзін Ґ'яцо, ім'я зазвичай скорочують до Тенцзін Ґ'яцо (народжений під іменем Лхамо Дондруб, нар. 6 липня 1935, с. Такцер, Тибет) — 14-й Далай-лама та духовний лідер Тибету; голова Тибетського уряду в екзилі, що розташований в Дгарамсалі (Індія). Лауреат Нобелівської премії миру в 1989 році.

## Життєпис

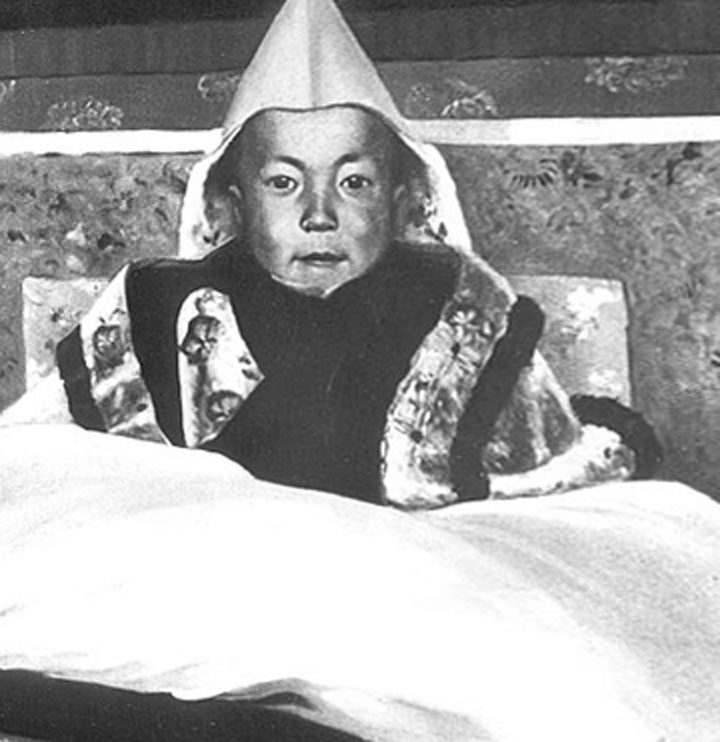
Далай-Лама в дитинстві

Народився 5-ю дитиною в родині селянина в селі Такцері. У віці двох років його проголосили інкарнацією 13-го Далай-лами. У віці 15 років 17 листопада 1950 формально проголошений Далай-ламою. У 1951 війська КНР змусили його ратифікувати Договір із 17 пунктів, який передавав Тибет під контроль Китаю. Після невдалого повстання 1959 року емігрував до Індії, де заснував уряд у вигнанні.
Основною духовною практикою Далай-лами є Дзоґчен[джерело?], предмет, про який він пише і якому навчає досить інтенсивно. Далай-лама провів низку публічних ініціацій Калачакри і є автором багатьох книг.
У березні 2011 оголосив про складання з себе повноважень політичного лідера Тибету на користь демократично обраного уряду, підкресливши при цьому, що залишиться духовним лідером тибетців.
Незабаром після цього були проведені всенародні вибори, за результатами яких прем'єр-міністром Тибету став 44-річний юрист Лобсанг Сангай (Lobsang Sangay). Для офіційної передачі влади Далай-лама підписав поправки до конституції Тибету. У зміненому варіанті конституції відзначається легітимність Центральної тибетської адміністрації (ЦТА), зокрема, її демократично обраних інститутів, як законного представника тибетського народу. Раніше ці обов'язки покладалися і на ЦТА, і на Далай-ламу. Самого Далай-ламу нова конституція визначає як «захисника і символу Тибету та тибетського народу».
У 2015 році Далай-лама зустрівся з архієпископом Десмондом Туту у своєї резиденції у Дхарамсалі (місто в Індійському штаті Хімачал-Прадеш).

## Політична позиція
Далай-лама називає себе марксистом і озвучував критику капіталізму.
|  | Я не тільки соціаліст, але і трохи лівак, комуніст. З точки зору теорії соціальної економіки я марксист. Я думаю, що я далі лівіший за китайських лідерів. [Сміється.] Вони капіталісти. Оригінальний текст (англ.) I am not only a socialist but also a bit leftist, a communist. In terms of social economy theory, I am a Marxist. I think I am farther to the left than the Chinese leaders. [Bursts out laughing.] They are capitalists. |

За його словами, він дізнався про марксистську теорію в молодості, під час поїздки до Пекіна, від засновника Тибетської комуністичної партії Пхунцок Ванг'ял Горанангпа, і він тоді навіть хотів приєднатися до комуністичної партії.
Далай-лама не вірить у те, що Китай запровадив «справжню марксистську політику» і вважає, що такі держави, як Радянський Союз «значно більше цікавили їхні вузькі національні інтереси, ніж робітничий інтернаціоналізм». Ба більше, він вважає, що одним із недоліків історичних «марксистських режимів» було те, що вони надавали надто багато уваги знищенню правлячого класу, і недостатньо співчуттю. Незважаючи на це, він вважає, що марксизм перевершує капіталізм, вважаючи, що останній лише турбується «як отримувати прибуток», тоді як перший має «моральну етику».
Далай-Лама нагадує, що буддизм вважає аборти вбивством, однак зазначає при цьому, що можуть бути винятки, якщо дитина матиме серйозну розумову відсталість або її народження створить серйозну проблему для батьків, отже, потрібно приймати чи засуджувати аборти залежно від конкретної ситуації.
У Тибеті м'ясо є найрозповсюдженішим продуктом харчування, тому так склалося історично, що тибетські монахи, зокрема й Далай-Лама, вживають м'ясо. Впродовж деякого часу Далай-Лама був вегетаріанцем, однак після захворювання виразкою лікарі порадили йому повернути м'ясо до раціону. Тому було досить великою несподіванкою, коли Далай-Лама прилітав до США, і під час відвідин Білого Дому йому запропонували вегетаріанське меню, на що він заявив: «Я буддійський монах, а не вегетаріанець».
У 2001 сказав одній дівчинці зі школи в Сіетлі, що допустимо стріляти у когось, хто має зброю, якщо він намагається вас убити, але додав при цьому, що постріл не повинен призвести до смертельного наслідку.
У 2012 у своєму блозі у Facebook написав: «Я все більше переконаний, що настав час шукати духовність та етику поза релігією».

## Визнання
- У 1989 став лауреатом Нобелівської премії миру.[16]
- У 2006 одержав почесне громадянство Канади.
- У 2007 його нагородили Золотою медаллю Конгресу США.

## Українські переклади
- Книга радості: вічне щастя в мінливому світі / Далай-лама, Десмонд Туту ; пер. з англ. Тетяни Микитюк. КСД, 2017. — 400 с. — ISBN 978-617-12-3953-1.
- Шлях лідера /  Далай-лама Тенцзін Ґ’яцо, Ван ден Майзенберґ Лоренс ; пер. з англ. Алли Ващук. — Львів : Видавництво Старого Лева, 2018. — 216 с. — ISBN 978-617-679-546-9[17].